# Yassine Jebbour
Yassine Jebbour (Poitiers, 24 augustus 1991) is een Marokkaans-Frans voetballer die bij voorkeur als linksback speelt. Hij debuteerde in 2013 in het Marokkaans voetbalelftal.

## Clubcarrière
Jebbour begon op zesjarige leeftijd met voetballen bij Paris Saint-Germain. Op zijn vijftiende trok hij naar Stade Rennais, waarvoor hij in 2010 in de Ligue 1 debuteerde. In januari 2013 werd hij voor zes maanden uitgeleend aan AS Nancy. Op 26 augustus 2013 werd hij voor een bedrag van één miljoen euro verkocht aan Montpellier HSC.

## Interlandcarrière
Jebbour debuteerde voor Marokko in een vriendschappelijke interland op 14 augustus 2013 tegen Burkina Faso. Marokko verloor de wedstrijd in eigen huis met 1-2.
1 Dizdarević ·
3 Sylla ·
4 Kouyaté ·
5 Sagnan ·
6 Jullien ·
7 Nordin ·
8 Adams ·
9 Al-Taamari ·
10 Khazri ·
11 Savanier  ·
12 Ferri ·
13 Chotard ·
14 Maamma ·
15 Barès ·
16 Bertaud ·
17 Sainte-Luce ·
19 Nzingoula ·
20 Touré ·
21 Mincarelli ·
22 Fayad ·
27 Omeragić ·
29 Tchato ·
40 Lecomte ·
52 Maksimović ·
70 Coulibaly ·
77 Sacko ·
Coach: Gasset